# Leočina
Leočina (serbiska: Леочина, albanska: Leoqin, Leçinë) är en ort i Kosovo. Den ligger i den nordvästra delen av landet, 40 km väster om huvudstaden Priština. Leočina ligger 695 meter över havet och antalet invånare är 941.
Terrängen runt Leočina är kuperad norrut, men söderut är den platt. Runt Leočina är det ganska tätbefolkat, med 222 invånare per kvadratkilometer. Närmaste större samhälle är Istok, 14,0 km väster om Leočina. Omgivningarna runt Leočina är en mosaik av jordbruksmark och naturlig växtlighet.